# José Figueroa Alcorta
José Figueroa Alcorta (Córdoba, 20 de novembre de 1860 - Buenos Aires, 27 de desembre de 1931) fou un advocat i polític argentí, que va exercir la Presidència de la República entre el 12 de març de 1906 i el 12 d'octubre de 1910.

## Presidència
Va assumir la presidència de l'Argentina el 1906 a conseqüència de la mort del president Manuel Quintana, de qui era vicepresident.
Va tenir greus problemes per aconseguir el suport del Congrés de la Nació, al que finalment va clausurar el 1908. Va buscar un aproximament amb els radicals, indultant als detinguts per l'intent de cop d'estat del 1905 i va preparar el camí per als canvis electorals del seu successor, Roque Sáenz Peña. Els grups anarquistes es mostraren actius en nombrosos atemptats, arribant a matar el cap de la policia Ramón Falcón, assassinat per l'anarquista Simón Radowitzky el 1909 com a venjança per la criminal repressió exercida per la policia durant les protestes de l'1 de maig.
Durant el seu mandat es va descobrir el petroli a Comodoro Rivadavia, al sud argentí, i es dicta la primera llei que permetia la regularització de l'explotació.
Li va correspondre presidir la celebració del primer centenari de la Revolució de Maig.

## Altres càrrecs
- Ambaixador a Espanya (1912)
- Ministre de la Cort Suprema de Justícia (1915 fins a la seva mort)
- President de la Cort Suprema de Justícia (1929 fins a la seva mort).

Essent ministre de la Cort Suprema de Justícia, fou l'únic jutge que va proposar renunciar com a resposta del cop d'Estat de 1930, tot i que finalment no tan sols no va renunciar si no que també, juntament amb els altres jutges de la cort, va firmar l'acord que legalitzava els actes i nomenaments de tots els cops d'estat realitzats a la República Argentina fins al 1983.
Figueroa Alcorta ha estat l'única persona que ha exercit al llarg de la seva vida, la titularitat dels tres poders de la Nació: President del Senat (com a vicepresident de la Nació) (1904-1906), President de la Nació (1906-1910) i, finalment, President de la Cort Suprema de Justícia (1929-1931).